# بيل كراوتش (لاعب كرة قاعدة)
بيل كراوتش (بالإنجليزية: Bill Crouch)‏ هو لاعب كرة قاعدة أمريكي، ولد في 20 أغسطس 1910 في ويلمنغتون في الولايات المتحدة، وتوفي في 26 ديسمبر 1980 في هويل في الولايات المتحدة.

## وصلات خارجية
- بيل كراوتش (لاعب كرة قاعدة) على موقع دوري كرة القاعدة الرئيسي (الإنجليزية)
- بيل كراوتش (لاعب كرة قاعدة) على موقعبيزبول رفرنس.كوم (الدوري الرئيسي) (الإنجليزية)
- بيل كراوتش (لاعب كرة قاعدة) على موقعبيزبول رفرنس.كوم (الدوري الثانوي) (الإنجليزية)